# Melastoma dodecandrum
Melastoma dodecandrum är en tvåhjärtbladig växtart som beskrevs av João de Loureiro. Melastoma dodecandrum ingår i släktet Melastoma och familjen Melastomataceae. Inga underarter finns listade i Catalogue of Life.

## Bildgalleri

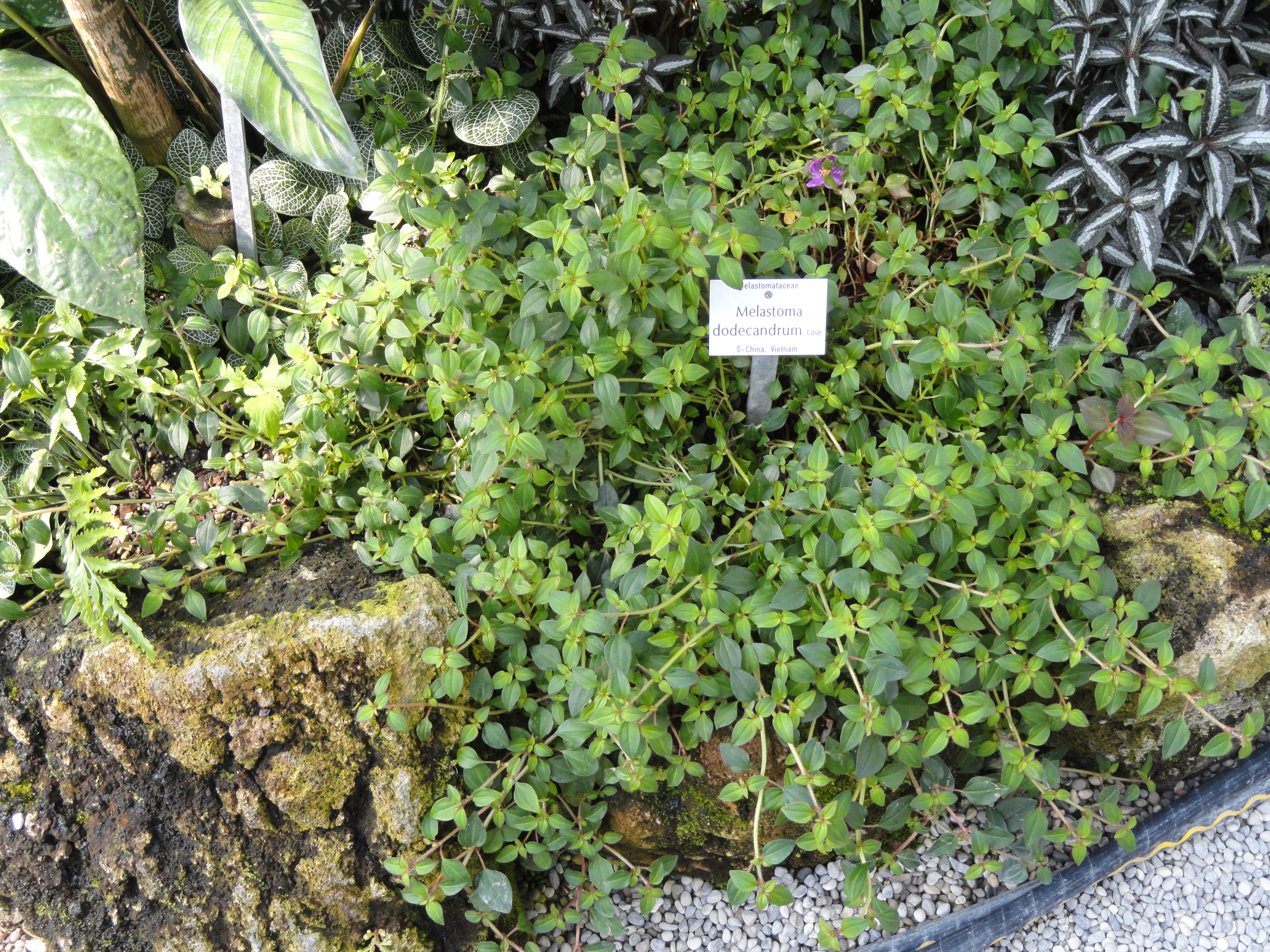
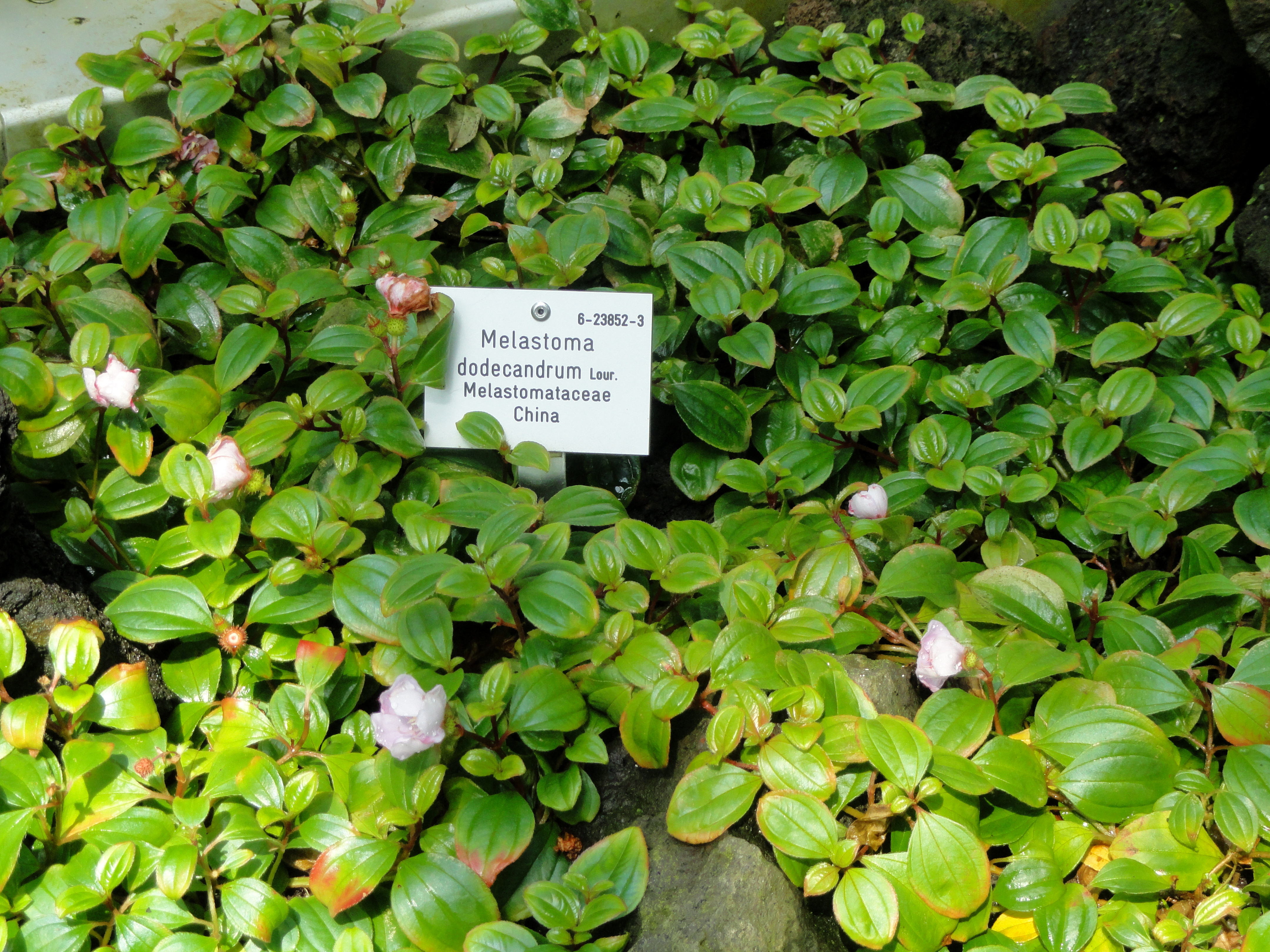
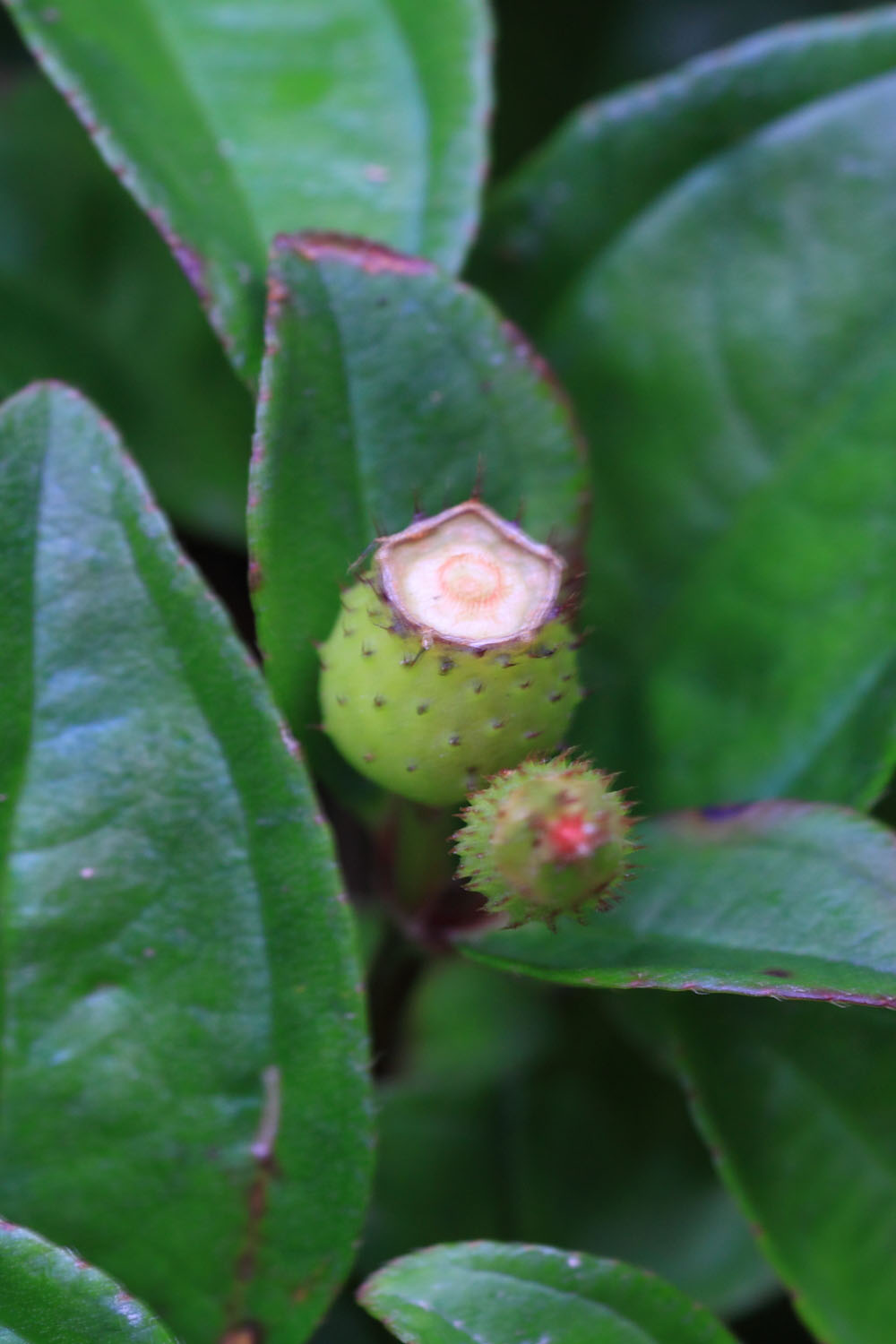
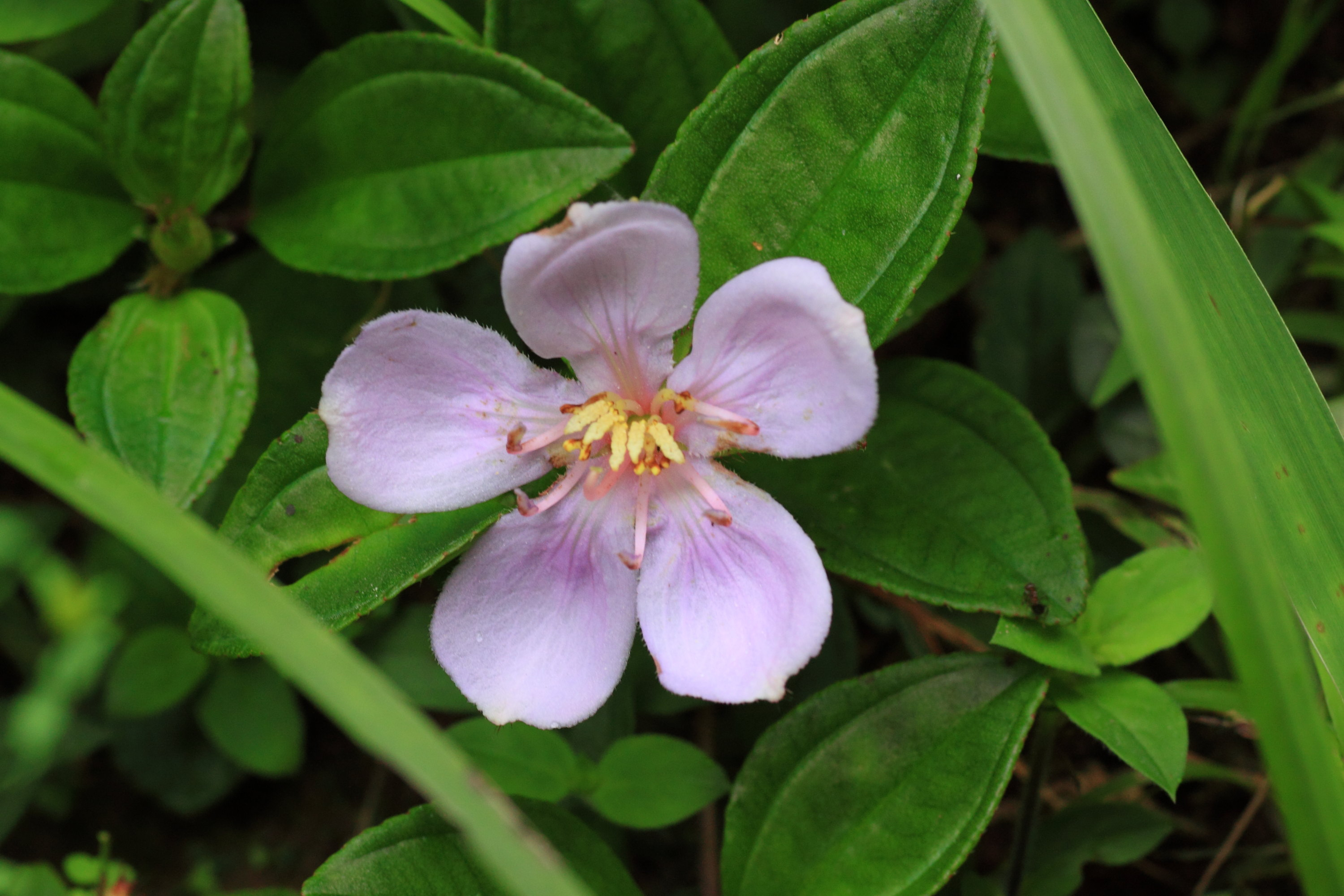
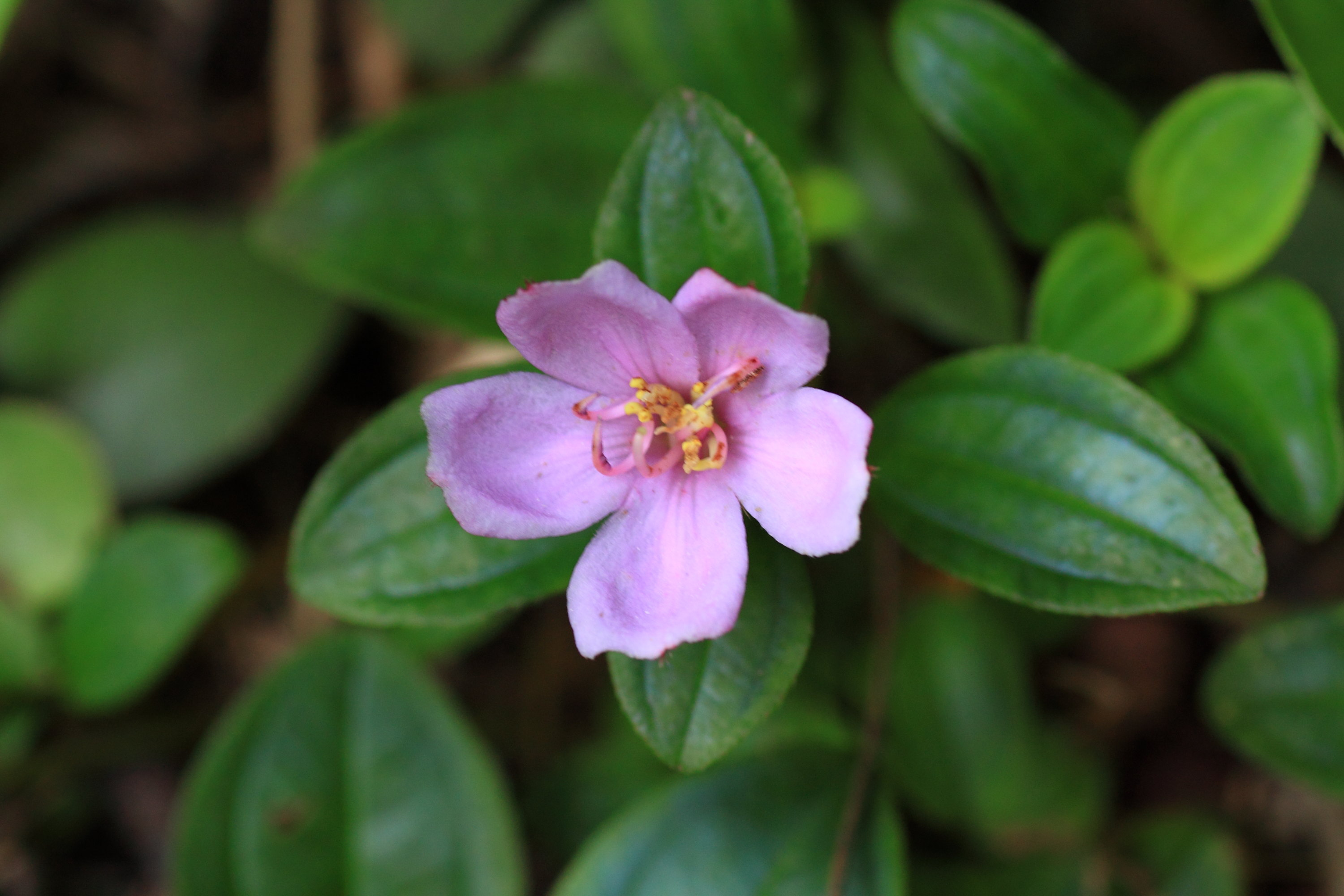
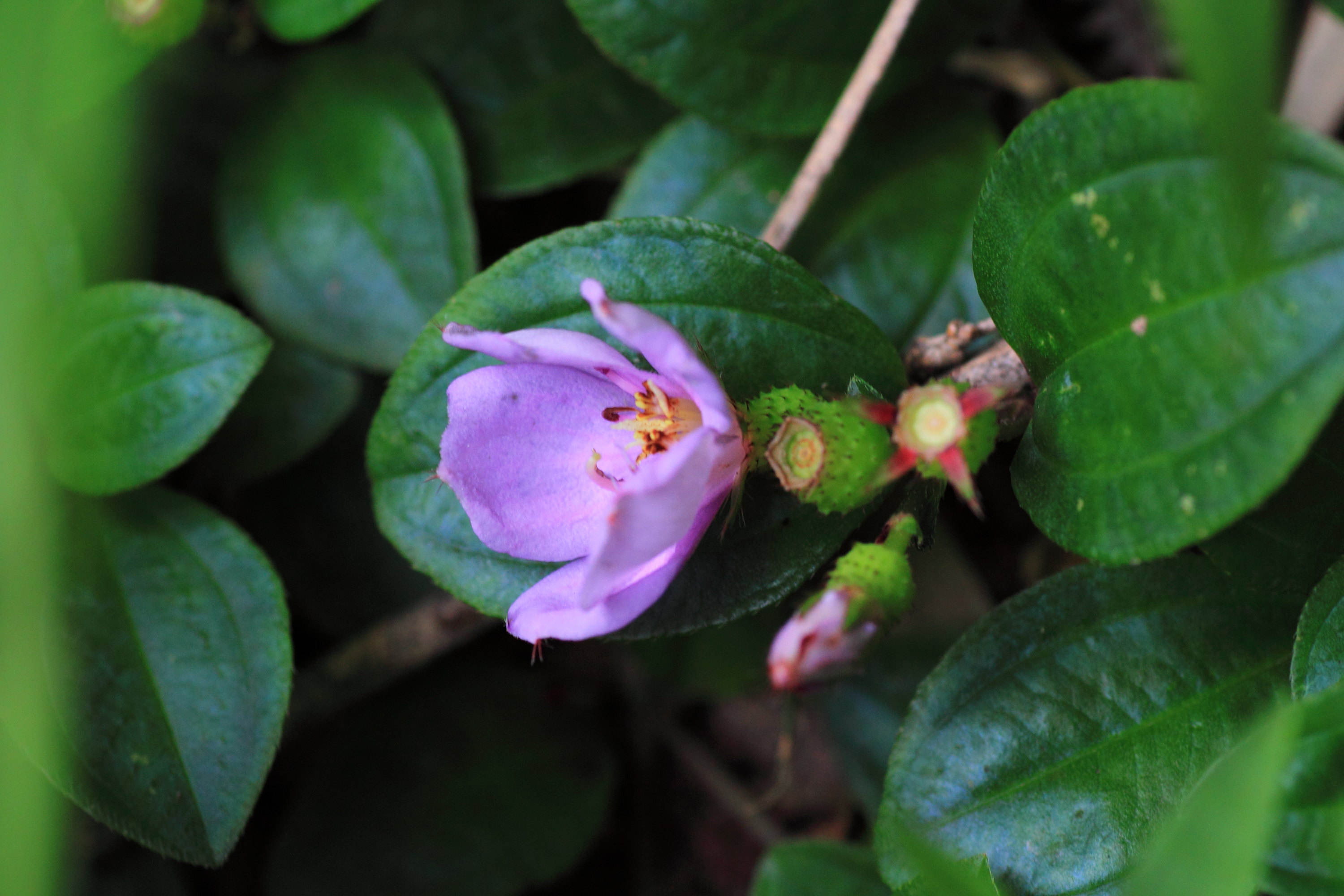